# Temporada 1989-90 de los Detroit Pistons
La temporada 1989-90 fue la cuadragésimo segunda de los Pistons en la NBA, y la trigésimo tercera en su localización de Detroit, Míchigan. La temporada regular acabaron con 59 victorias y 23 derrotas, ocupando la primera posición de la Conferencia Este, clasificándose para los playoffs, donde ganaron las Finales ante Portland Trail Blazers, consiguiendo su segundo campeonato consecutivo.

## Elecciones en elDraft
| Ronda | Puesto | Jugador          | Posición | Nacionalidad   | Universidad |
| ----- | ------ | ---------------- | -------- | -------------- | ----------- |
| 2     | 30     | Fennis Dembo     | Alero    | Estados Unidos | Wyoming     |
| 2     | 48     | Micheal Williams | Base     | Estados Unidos | Baylor      |

## Temporada regular
| División Central      | División Central | División Central | División Central | División Central | División Central | División Central | División Central | División Central |
| Equipo                | G                | P                | %                | PD               | Casa             | Fuera            | Div              |                  |
| --------------------- | ---------------- | ---------------- | ---------------- | ---------------- | ---------------- | ---------------- | ---------------- | ---------------- |
| y-Detroit Pistons     | 59               | 23               | .720             | –                | 35–6             | 24–17            | 22–8             |                  |
| x-Chicago Bulls       | 55               | 27               | .671             | 4                | 36–5             | 19–22            | 20–10            |                  |
| x-Milwaukee Bucks     | 44               | 38               | .537             | 15               | 27–14            | 17–24            | 14–16            |                  |
| x-Cleveland Cavaliers | 42               | 40               | .512             | 17               | 27–14            | 15–26            | 14–16            |                  |
| x-Indiana Pacers      | 42               | 40               | .512             | 17               | 28–13            | 14–27            | 16–14            |                  |
| Atlanta Hawks         | 41               | 41               | .500             | 18               | 25–16            | 16–25            | 15–15            |                  |
| Orlando Magic         | 18               | 64               | .220             | 41               | 12–29            | 6–35             | 4–26             |                  |

## Playoffs

### Primera ronda
Detroit Pistons  vs. Indiana Pacers
| Fecha       | Partido                                | Ciudad  |
| ----------- | -------------------------------------- | ------- |
| 26 de abril | Detroit Pistons 104, Indiana Pacers 92 | Detroit |
| 28 de abril | Detroit Pistons 100, Indiana Pacers 87 | Detroit |
| 1 de mayo   | Indiana Pacers 96, Detroit Pistons 108 | Indiana |
|             | Detroit Pistons gana las series 3-0    |         |

### Semifinales de Conferencia
New York Knicks  vs. Chicago Bulls
| Fecha      | Partido                                  | Ciudad     |
| ---------- | ---------------------------------------- | ---------- |
| 8 de mayo  | Detroit Pistons 112, New York Knicks 77  | Detroit    |
| 10 de mayo | Detroit Pistons 104, New York Knicks 97  | Detroit    |
| 12 de mayo | New York Knicks 111, Detroit Pistons 103 | Nueva York |
| 13 de mayo | New York Knicks 90, Detroit Pistons 102  | Nueva York |
| 15 de mayo | Detroit Pistons 95, New York Knicks 84   | Detroit    |
|            | Detroit Pistons gana las series 4-1      |            |

### Finales de conferencia
Detroit Pistons  vs. Chicago Bulls
| Fecha      | Partido                                | Ciudad  |
| ---------- | -------------------------------------- | ------- |
| 20 de mayo | Detroit Pistons 86, Chicago Bulls 77   | Detroit |
| 22 de mayo | Detroit Pistons 102, Chicago Bulls 93  | Detroit |
| 26 de mayo | Chicago Bulls 107, Detroit Pistons 102 | Chicago |
| 28 de mayo | Chicago Bulls 108, Detroit Pistons 101 | Chicago |
| 30 de mayo | Detroit Pistons 97, Chicago Bulls 83   | Detroit |
| 1 de junio | Chicago Bulls 109, Detroit Pistons 91  | Chicago |
| 3 de junio | Detroit Pistons 93, Chicago Bulls 74   | Detroit |
|            | Detroit Pistons gana las series 4-3    |         |

### Finales de la NBA
Detroit Pistons vs. Portland Trail Blazers
| Fecha       | Partido                                         | Ciudad      |
| ----------- | ----------------------------------------------- | ----------- |
| 5 de junio  | Detroit Pistons 105, Portland Trail Blazers 99  | Detroit     |
| 7 de junio  | Detroit Pistons 105, Portland Trail Blazers 106 | Detroit     |
| 10 de junio | Portland Trail Blazers 106, Detroit Pistons 121 | Portland    |
| 12 de junio | Portland Trail Blazers 109, Detroit Pistons 112 | Portland    |
| 14 de junio | Portland Trail Blazers 90, Detroit Pistons 92   | Los Angeles |
|             | Detroit Pistons gana las finales 4-1            |             |

## Estadísticas
| Rk | Jugador          | Edad | P  | PT | MP   | TC  | TCI  | %TC  | T3  | T3I | %T3  | TL  | TLI | %TL   | RO  | RD  | RT  | AS  | RB  | TAP | BP  | FP  | PTS  |
| -- | ---------------- | ---- | -- | -- | ---- | --- | ---- | ---- | --- | --- | ---- | --- | --- | ----- | --- | --- | --- | --- | --- | --- | --- | --- | ---- |
| 1  | Isiah Thomas     | 28   | 81 | 81 | 37.0 | 7.1 | 16.3 | .438 | 0.5 | 1.7 | .309 | 3.6 | 4.7 | .775  | 0.9 | 2.9 | 3.8 | 9.4 | 1.7 | 0.2 | 4.0 | 2.5 | 18.4 |
| 2  | Joe Dumars       | 26   | 75 | 71 | 34.4 | 6.8 | 14.1 | .480 | 0.3 | 0.7 | .400 | 4.0 | 4.4 | .900  | 0.8 | 2.0 | 2.8 | 4.9 | 0.8 | 0.0 | 1.9 | 1.7 | 17.8 |
| 3  | Bill Laimbeer    | 32   | 81 | 81 | 33.0 | 4.7 | 9.7  | .484 | 0.7 | 2.0 | .361 | 2.0 | 2.4 | .854  | 2.0 | 7.6 | 9.6 | 2.1 | 0.7 | 1.0 | 1.2 | 3.4 | 12.1 |
| 4  | Dennis Rodman    | 28   | 82 | 43 | 29.0 | 3.5 | 6.0  | .581 | 0.0 | 0.1 | .111 | 1.7 | 2.6 | .654  | 4.1 | 5.6 | 9.7 | 0.9 | 0.6 | 0.7 | 1.1 | 3.4 | 8.8  |
| 5  | James Edwards    | 34   | 82 | 70 | 27.8 | 5.6 | 11.3 | .498 | 0.0 | 0.0 | .000 | 3.2 | 4.3 | .749  | 1.4 | 2.8 | 4.2 | 0.8 | 0.3 | 0.5 | 1.6 | 3.6 | 14.5 |
| 6  | Mark Aguirre     | 30   | 78 | 40 | 25.7 | 5.6 | 11.5 | .488 | 0.4 | 1.2 | .333 | 2.5 | 3.3 | .756  | 1.5 | 2.4 | 3.9 | 1.9 | 0.4 | 0.2 | 1.6 | 2.6 | 14.1 |
| 7  | Vinnie Johnson   | 33   | 82 | 12 | 24.0 | 4.1 | 9.5  | .431 | 0.1 | 0.4 | .147 | 1.6 | 2.4 | .668  | 1.3 | 1.8 | 3.1 | 3.1 | 0.9 | 0.2 | 1.5 | 1.7 | 9.8  |
| 8  | John Salley      | 25   | 82 | 12 | 23.3 | 2.5 | 5.0  | .512 | 0.0 | 0.0 | .250 | 2.1 | 3.0 | .713  | 1.9 | 3.5 | 5.4 | 0.8 | 0.6 | 1.9 | 1.2 | 3.4 | 7.2  |
| 9  | Gerald Henderson | 34   | 46 | 0  | 7.3  | 0.9 | 1.8  | .506 | 0.3 | 0.7 | .452 | 0.2 | 0.3 | .769  | 0.2 | 0.5 | 0.7 | 1.3 | 0.2 | 0.0 | 0.3 | 0.8 | 2.3  |
| 10 | William Bedford  | 26   | 42 | 0  | 5.9  | 1.3 | 3.0  | .432 | 0.0 | 0.1 | .167 | 0.2 | 0.5 | .409  | 0.4 | 1.0 | 1.4 | 0.1 | 0.1 | 0.4 | 0.5 | 0.9 | 2.8  |
| 11 | Dave Greenwood   | 32   | 37 | 0  | 5.5  | 0.6 | 1.4  | .423 | 0.0 | 0.0 |      | 0.4 | 0.8 | .552  | 0.6 | 1.5 | 2.1 | 0.3 | 0.1 | 0.2 | 0.4 | 1.1 | 1.6  |
| 12 | Stan Kimbrough   | 23   | 10 | 0  | 5.0  | 0.7 | 1.6  | .438 | 0.0 | 0.0 |      | 0.2 | 0.2 | 1.000 | 0.4 | 0.3 | 0.7 | 0.5 | 0.4 | 0.0 | 0.4 | 0.4 | 1.6  |
| 13 | Scott Hastings   | 29   | 40 | 0  | 4.2  | 0.3 | 0.8  | .303 | 0.1 | 0.3 | .250 | 0.5 | 0.6 | .864  | 0.2 | 0.6 | 0.8 | 0.2 | 0.1 | 0.1 | 0.2 | 0.8 | 1.1  |
| 14 | Ralph Lewis      | 26   | 4  | 0  | 1.5  | 0.0 | 0.3  | .000 | 0.0 | 0.0 |      | 0.0 | 0.0 |       | 0.0 | 0.0 | 0.0 | 0.0 | 0.0 | 0.0 | 0.3 | 0.3 | 0.0  |

## Galardones y récords
| Jugador       | Galardón                                                                  |
| Joe Dumars    | Mejor quinteto defensivo de la NBA 3.er Mejor quinteto de la NBA All-Star |
| Dennis Rodman | Mejor Defensor de la NBA Mejor quinteto defensivo de la NBA All-Star      |
| Isiah Thomas  | MVP de las Finales de la NBA All-Star                                     |